# Mała Krótka
Mała Krótka (słow. Krátka veža, niem. Kratkaturm, węg. Krátkatorony, 2197 lub 2218 m) – turnia położona w Jamskiej Grani w słowackich Tatrach Wysokich, odgałęziającej się od głównej grani odnogi Krywania w wierzchołku Krótkiej. Na północy Mała Krótka graniczy z Krótką Szczerbiną, która oddziela ją od najbliższej z grupy Jamskich Turni – Skrajnej Jamskiej Turni. Z kolei na południe Mała Krótka opada postrzępioną granią w stronę Jamskiej Przełęczy, która odgranicza ją od Jamskiej Kopy.
Mała Krótka ma dwa wierzchołki rozdzielone Krótkim Karbem (Krátky zárez). W grani pomiędzy nimi a Jamską Przełęczą znajdują się następujące obiekty:
- Krótka Przehyba (Krátka priehyba),
- Krótka Czuba (Krótki Kopiniak[2], Krátky hrb),
- Szczerbina pod Czubą (Štrbina pod hrbom),
- Krótka Turniczka (Krátka vežička),
- Szczerbina nad Kopą (Štrbina nad kopou),
- Krótka Kopa (Krátka kopa),
- Szczerbina pod Kopą (Štrbina pod kopou),
- Zadnia Jamska Turniczka (Zadná jamská vežička).

Zachodnie stoki turni przechodzą w wał morenowy nad Zielonym Stawem Ważeckim. Oddziela on od siebie dwa kotły lodowcowe w Dolinie Ważeckiej: górny Krywański Kocioł i dolny Jamski Kocioł. Wschodnie stoki opadają natomiast do Doliny Suchej Ważeckiej.
Pierwszego wejścia na Małą Krótką dokonali Alfred Martin i przewodnik Johann Franz senior 21 września 1907 r.